# 加藤昭男
加藤 昭男（かとう あきお、1927年6月16日 - 2015年4月30日）は、愛知県瀬戸市出身の日本の彫刻家。武蔵野美術大学名誉教授。新制作協会会員。旭日小綬章受章。
父は日展特選受賞作家の加藤華仙、兄は蛙目粘土原料採掘・精製技術開発で知られる加藤政良、岳父は二科会会長などを歴任した洋画家北川民次。

## 略歴
1927年愛知県瀬戸市朝日町にて出生。1940年愛知県立窯業学校（現愛知県立瀬戸窯業高等学校）に入学し、絵画を佃政道、彫刻を橋爪英夫、石膏デッサンを田沼起八郎に学ぶ。1945年同校を卒業すると、京都工業専門学校（現京都工芸繊維大学）に入学し、1948年卒業。1949年東京藝術大学に入学し、菊池一雄に師事。
1952年新制作協会展に入選。1953年東京藝術大学彫刻科卒業。在学中には安宅賞を受賞した。1955年東京藝術大学彫刻専攻科修了、同副手。同年、第19回新制作協会展に「トルソ」を出品して新作家賞を受賞。1956年、第20回同展に「女」を出品して再度、新作家賞受賞。1957年東京藝術大学副手を退任。1969年から1974年まで、東海大学芸術研究所教授。
1974年、第2回 長野市野外彫刻賞（「母と子」）、第5回中原悌二郎賞優秀賞（「月に飛ぶ」）をそれぞれ受賞。1980年、松下幸之助の依頼により、松下政経塾 アーチ正門に「明日の太陽」制作設置。1982年、高村光太郎大賞展優秀賞受賞（「鳩を放つ」）。1983年、第1回東京野外現代彫刻展大衆賞、武蔵野美術大学教授。1986年、第2回東京野外現代彫刻展大衆賞。
1990年、新瀬戸駅前広場（愛知県瀬戸市）に「鳩を放つ」制作設置。1991年、都立大井ふ頭中央海浜公園（東京都品川区）に「南の空へ」制作設置。1994年、第25回中原悌二郎賞受賞（「何処へ」）。1995年、第16回現代日本彫刻展で「小川に魚が帰った日」を展示。1996年、福岡市立総合図書館（福岡県福岡市）に「森の詩」制作設置。
2000年、第5回倉吉・緑の彫刻賞受賞。2001年、北海道療育園（北海道旭川市）に「小川に魚が帰った日」制作設置。2002年、第2回円空大賞受賞。2004年、旭日小綬章受章。
2015年4月30日 前立腺癌のため死去。87歳没。

## 主な作品
- 『月に飛ぶ』－北海道旭川市、埼玉県狭山市(西武学園文理中学・高等学校)の野外彫刻
- 『母と子』－長野県長野市の野外彫刻
- 『小川に魚が帰った日』－北海道旭川市、埼玉県狭山市(西武学園文理中学・高等学校)、山口県宇部市の野外彫刻

その他、全国各地の美術館等に作品収蔵。また、北海道から九州に至る全国各地に野外彫刻として、数多くの作品が展示されている。特に東京都内には多くの作品が展示されており、都立大井ふ頭中央海浜公園（品川区）、池袋西口公園（豊島区）などの公園から二子玉川高島屋（世田谷区）など人々の多く集まる商業施設まで、随所で人々に愛されている。